# Simon Molander
Simon Molander, född 7 augusti 1990, är en svensk fotbollsspelare som spelar för Säffle SK.

## Karriär
I januari 2019 värvades Molander av FBK Karlstad. I juli 2021 blev han klar för spel i division 3-klubben Säffle SK.